# Castelo de Kidwelly
O Castelo de Kidwelly (em língua inglesa Kidwelly Castle) é um castelo localizado em Kidwelly, Carmarthenshire, País de Gales. 
Encontra-se classificado no grau "I" do "listed building" desde 5 de dezembro de 1963.